# Безыменное (Винницкая область)
Безыме́нное (укр. Безіме́нне) — село на Украине, находится в Казатинском районе Винницкой области.
Код КОАТУУ — 0521480203. Население по переписи 2001 года составляет 663 человека. Почтовый индекс — 22114. Телефонный код — 4342.
Занимает площадь 0,145 км².

## Адрес местного совета
22114, Винницкая область, Казатинский р-н, с. Безыменное, ул. Советская, 2а

## История
В XIX веке село Безыменное было в составе Махновской волости Бердичевского уезда Киевской губернии. В селе была Георгиевская церковь.
На сельском кладбище были похоронены Сильвестр Гроза, писатель и его брат поэт и драматург Александр Гроза.

## Религия
В селе действует храм Покрова Пресвятой Богородицы Казатинского благочиния Винницкой епархии Украинской православной церкви.